# Bromus erectus
Bromus erectus es una especie herbácea perenne perteneciente a la familia de las gramíneas (Poaceae).

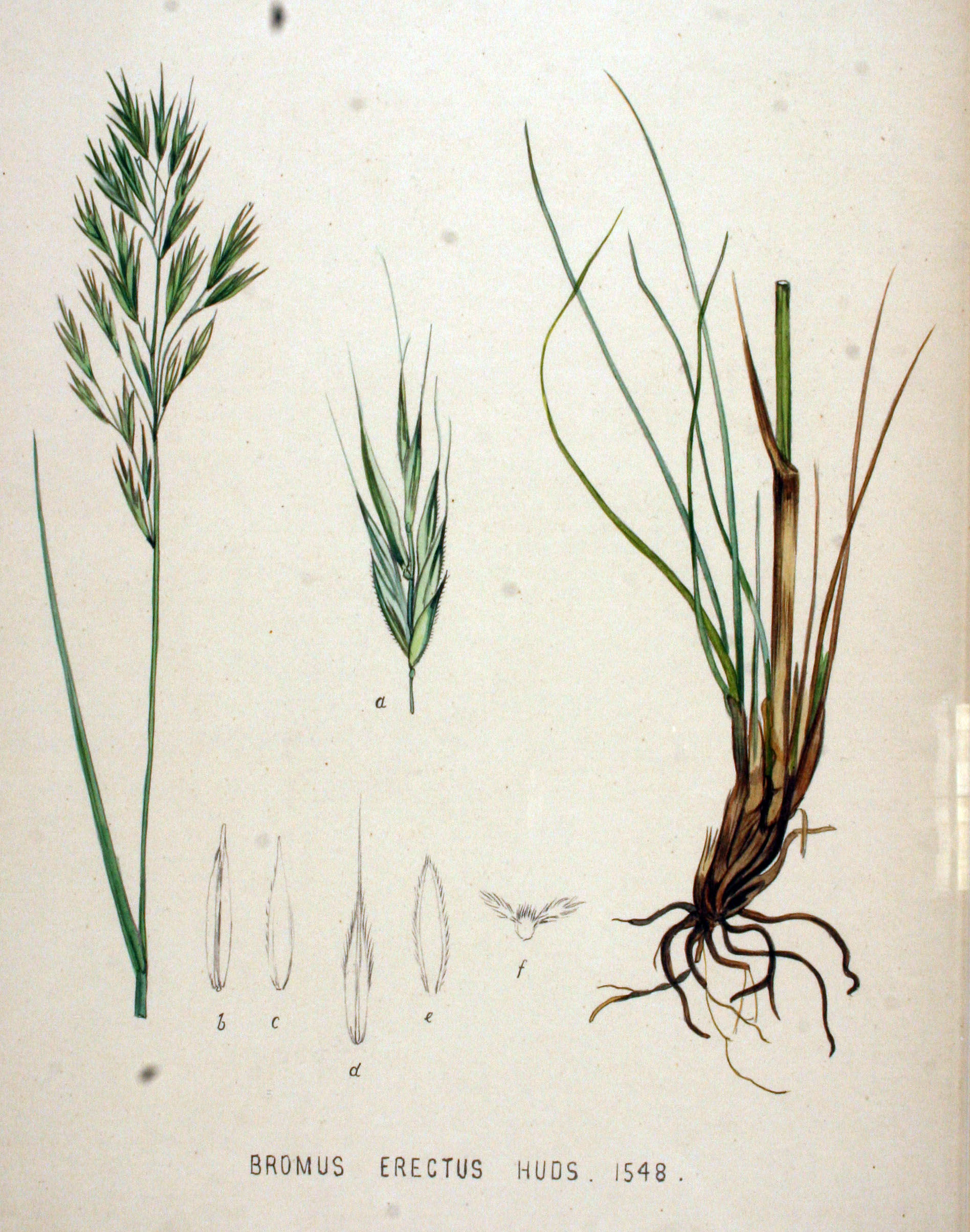
Ilustración

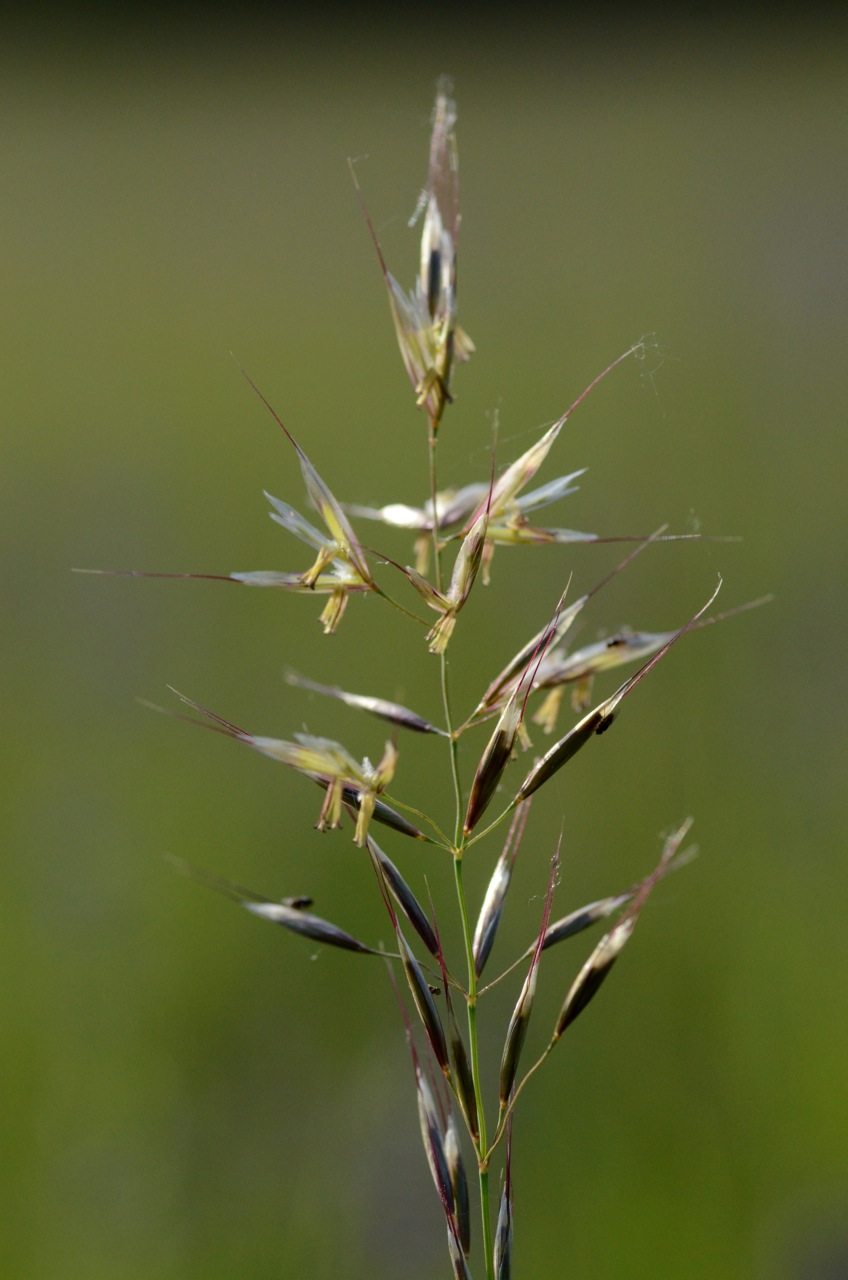
Inflorescencia

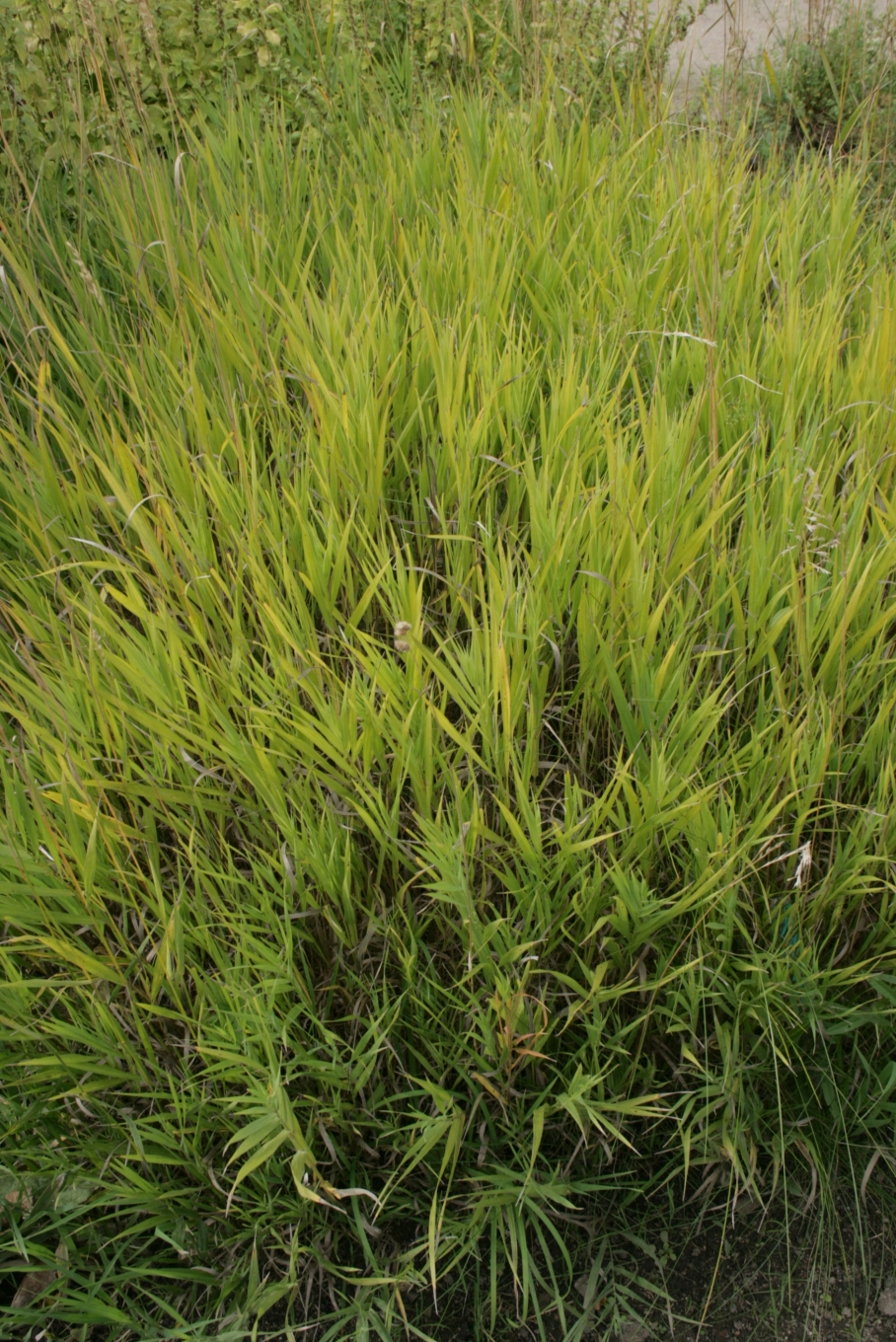
Vista de la planta

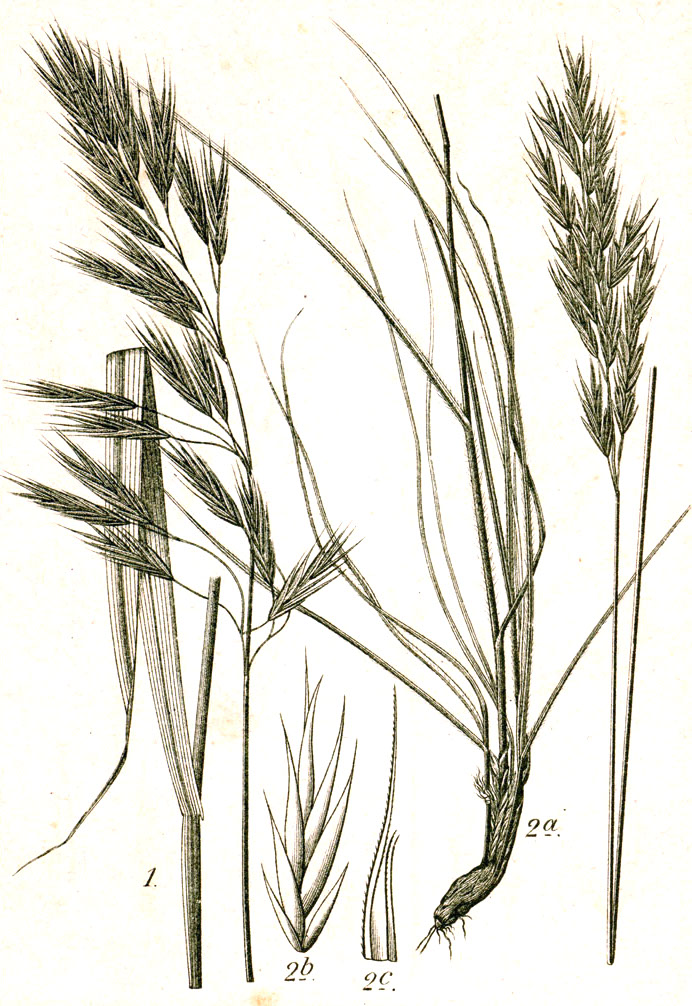
Ilustración

## Descripción
Es una planta herbácea perenne que puede alcanzar hasta 120 centímetros de altura. Como muchas especies de Bromus la planta es peludo. La lígula es contundente pero finamente dentada, a veces con bordes peludos. La inflorescencia en panícula está generalmente en posición vertical, en lugar de doblada, teniendo un máximo de 4 panículas en cada uno. Estos pueden ser de color púrpura, rojo o verde. Las flores se producen en junio y julio.

## Distribución y hábitat
Bromus marginatus  se encuentra en suelos calcáreos bien drenados, B. erectus está muy extendida en Europa, Asia sudoccidental, el norte de África occidental, y se ha introducido en América del Norte.  

## Taxonomía
Bromus erectus fue descrita por William Hudson y publicado en Flora Anglica 39. 1762.
Citología
Número de cromosomas de Bromus erectus (Fam. Gramineae) y táxones infraespecíficos: n=21; 2n=42, 56
Etimología
Bromus: nombre genérico que deriva del griego bromos = (avena), o de broma = (alimento).
erectus: epíteto latino que significa "erecto".
Sinonimia
- Bromopsis alexeenkoi (Tzvelev) Czerep.
- Bromopsis aspera Fourr.
- Bromopsis condensata (Hack.) Holub
- Bromopsis erecta (Huds.) Fourr.
- Bromopsis gordjaginii (Tzvelev) Galushko
- Bromopsis microchaeta (Font Quer) Holub
- Bromopsis permixta (H.Lindb.) Holub
- Bromopsis syriacus (Boiss. & Bal.) Holub
- Bromopsis transsilvanica (Steud.) Holub
- Bromus agrestis All.
- Bromus angustifolius Hornem.
- Bromus angustifolius Schrank
- Bromus arvensis Lam.
- Bromus asper Pall. ex M.Bieb.
- Bromus asper L. f.
- Bromus bertolae Colla
- Bromus caprearum Hack.
- Bromus caprinus A.Kern. ex Hack.
- Bromus collinus Phil.
- Bromus dolichostachys Phil.
- Bromus glabriflorus (Borbás) Degen
- Bromus glaucus Spreng. ex Hornem.
- Bromus heterophyllus Klokov
- Bromus longiflorus Willd. ex Spreng.
- Bromus macounii Vasey
- Bromus microchaetus Font Quer
- Bromus microtrichus (Borbás) Degen
- Bromus montanus P.Gaertn., B.Mey. & Scherb.
- Bromus odoratus Gouan
- Bromus pauciflorus Schumach.
- Bromus perennis Vill.
- Bromus permixtus (H.Lindb.) H.Lindb.
- Bromus pratensis Lam.
- Bromus pseudoarvensis Koeler
- Bromus pubiflorus (Borbás) Degen
- Bromus racemiferus (Borbás) Degen
- Bromus stenophyllus Link
- Bromus subrectus Fr.
- Bromus transsilvanicus Steud.
- Festuca aspera (L. f.) Mérat
- Festuca aspera (L. f.) Mert. & Koch
- Festuca drymeja var. fagetina Schur
- Festuca erecta (Huds.) Wallr.
- Festuca erecta (Huds.) Hegetschw. & Heer
- Festuca fagetina (Schur) Schur
- Festuca hirta Seenus
- Forasaccus erectus (Huds.) Bubani
- Schedonorus erectus (Huds.) Gaudich. ex Roem. & Schult.
- Schedonorus laxus Fr.
- Serrafalcus pratensis (Lam.) Wilmott
- Zerna angustifolia Besser
- Zerna condensata (Hack.) Holub
- Zerna erecta (Huds.) Panz.
- Zerna erecta Gray
- Zerna microchaeta (Font Quer) Holub
- Zerna permixta (H.Lindb.) Holub
- Zerna transsilvanica (Steud.) Holub[7][8]